# Сент-Лёрин
Сент-Лёри́н (фр. Sainte-Lheurine) — коммуна во Франции, находится в регионе Пуату — Шаранта. Департамент коммуны — Шаранта Приморская. Входит в состав кантона Аршьяк. Округ коммуны — Жонзак.
Код INSEE коммуны — 17355.

## Население
Население коммуны на 2010 год составляло 497 человек.
| 1962 | 1968 | 1975 | 1982 | 1990 | 1999 | 2010 |
| ---- | ---- | ---- | ---- | ---- | ---- | ---- |
| 569  | 549  | 510  | 473  | 476  | 454  | 497  |